# Моя (притока Лекми)
Мо́я (рос. Моя) — невелика річка в Ярському районі Удмуртії, Росія, права притока Лекми.
Бере початок на Красногорській височині. Протікає на північ та північний схід, впадає до річки Лекма біля села Зянкино. Має декілька дрібних приток.
На річці розташовані села Бердиші, Дусиково, Зянкино, через річку збудовано автомобільний міст в селі Зянкино.